# Myron Markevyč
Myron Bohdanovyč Markevyč (in ucraino Мирон Богданович Маркевич?, trasl. anglosassone Myron Bohdanovych Markevych; Leopoli, 1º febbraio 1951) è un allenatore di calcio ed ex calciatore sovietico, dal 1991 ucraino, di ruolo centrocampista.

## Carriera

### Giocatore
Comincia nelle giovanili del Karpaty L'viv per poi esordire in prima squadra nel 1970, nel 1973 passa allo Spartak Ordžonikidze, in Russia, e finisce la carriera nel 1977 a soli 26 anni, per un grave infortunio, nel Volyn' Luc'k.

### Allenatore
Dal 1984 al 2005 Markevyč allena l'Anži Machačkala, il Futbol'nyj Klub Metalurh Zaporižžja, il Podillya, per due volte il Futbol'nyj Klub Kryvbas e il Volyn' Luc'k e per addirittura tre volte il Karpaty L'viv. La svolta arriva nel 2005 quando Markevyč raccoglie il Metalist Charkiv in seconda divisione, e in tre anni raccoglie una promozione in massima serie, due terzi posti e gli ottavi di Coppa UEFA 2008-2009.
Tra maggio ed agosto del 2010 è stato CT dell'Ucraina, ottenendo tre vittorie e un pareggio in quattro gare.
Nel 2014 lascia il Metalist Charkiv e sostituisce il dimissionario Juande Ramos alla guida del Dnipro Dnipropetrovs'k, raggiungendo e perdendo la finale della UEFA Europa League 2014-2015 contro il Siviglia.
Nel giugno 2023, diventa il nuovo allenatore del Karpaty L'viv. Con la formazione bianco-verde, ottiene la promozione dalla serie cadetta alla massima serie nazionale.

## Palmarès

### Giocatore

#### Competizioni nazionali
- Pervaja Liga: 1

Karpaty: 1970